# Max, le meilleur ami de l'homme
Pour plus de détails, voir Fiche technique et Distribution.
Max, le meilleur ami de l'homme, ou Le meilleur ami de l'homme au Québec (Man's Best Friend) est un film de science-fiction horrifique américain écrit et réalisé par John Lafia, sorti en 1993.
Le film met en scène Max, un dogue du Tibet, génétiquement modifié, qui est libéré du laboratoire du Dr. Jarret (Lance Henriksen) par la journaliste/reporter Lori Tanner (Ally Sheedy). Affectueux et reconnaissant au départ, Max, dont l'intelligence et les capacités physiques sont hors normes, devient une dangereuse machine à tuer, s'attaquant à tout ce qui bouge en ville. Cependant, Lorri Tanner et son fils s'attachent à Max.

## Résumé
Judy Sanders, employée au laboratoire EMAX, contacte une membre de la TV, Lori Tanner, pour signaler la cruauté envers les animaux dans le laboratoire. Alors qu'elle retourne à son poste, un animal l'agresse et la tue, sur ordre du propriétaire d'EMAX, le Dr Jarret ; ce scientifique pratique des vivisections et de l'ingénierie génétique. Quelque temps après, Lori arrive au laboratoire de EMAX avec Annie, sa caméraman. Elles s'introduisent dans le laboratoire et filment les animaux sur lesquels sont pratiquées des expérimentations, puis elles découvrent et libèrent un dogue du Tibet nommé Max, et s'échappent avec lui. Le Dr Jarret dépose plainte à la police, signalant que son chien a été enlevé. Plus tard durant la nuit, un agresseur attaque et vole le sac à main de Lori, mais Max poursuit l'agresseur, le tue atrocement et récupère le sac à main pour Lori.
Ne se rendant pas compte que Max a tué l'agresseur, Lori noue un lien amical avec lui, ce que désapprouve son petit ami Perry, qui insiste pour que Max reste dans la cour. En vérité, Max peut comprendre les conversations des humains et devient le protecteur de Lori. Le Dr Jarret, en entretien avec la police au sujet de Max et de sa nature, dévoile que Max est un chien mutant, possédant l'ADN de certains animaux comme les félins sauvages, les crotales, les caméléons et les rapaces, qui lui fournissent une puissance, une vitesse et des sens surdéveloppés. Max est également en proie à de violentes rages, et le Dr Jarret doit régulièrement lui fournir un médicament pour le détendre, mais il craint que les effets de cette drogue commencent à se dissiper.
Max est obéissant aux ordres de Lori et ils sont amis, mais il cause des dégâts dans le quartier lorsqu'elle est absente. Max effraie un livreur de journaux qui a lancé accidentellement sur lui un journal, dévore un chat harcelant Rudy, le jeune voisin de Lori, détruit les freins de la voiture de Perry et tue un facteur qui l'a aspergé de gaz lacrymogène. De plus, Max s'accouple avec un colley qui appartient à Rudy.
Alors que Perry se plaint de leur nouveau chien et tente de l'intoxiquer, mais cela échoue et Max tente de tuer Perry qui a réussi de fuir et Max bouffe le perroquet insultant envers lui, pour sauver Max et c'est alors que Lori cherche un refuge pour Max. Elle l'amène dans une casse, pour le confier au propriétaire Ray. Après que Lori soit partie, Ray enchaîne Max et le bat avec une pelle. Lorsque Max parvient à se libérer, il attaque Ray qui défigure Max au chalumeau avant d'essayer de prendre son revolver, mais il est tué par Max. Max part en route directement à la maison de Lori. La police découvre le cadavre de l'agresseur de Lori et cela confirme au Dr Jarret que c'était l'œuvre de Max et le Dr Jarret insiste à la police d'intervenir. A l'instant où Max est de retour chez Lori, Max voit Perry qui a recueilli un nouveau chiot nommé Spike. Max se sentant trahi, défigure Perry avec de l'urine acide et fait face à Lori lorsque la police arrive, l'obligeant à battre en retraite.
L'ambulance transfère Perry à l'hôpital et la police demande l'assistance de Lori pour retrouver Max. Cependant, Max surprend les agents de la fourrière (qui surveillent la maison) et les effraie. Pendant la nuit, le Dr Jarret enlève Lori et Spike pour capturer Max qui les suit jusqu'au laboratoire EMAX. Au laboratoire, Max repousse son instinct meurtrier face à Lori et se comporte à nouveau amicalement. Mais le Dr Jarret tire sur Max au fusil à pompe avant d'être poussé sur une grande cage électrique, ce qui le tue. Lori est émue et se rapproche de Max alors qu'il succombe.
Trois mois plus tard, le colley de Rudy a donné naissance à une portée, la plupart des chiots lui ressemblent, sauf un qui ressemble à Max.

## Fiche technique
Sauf indication contraire, les informations mentionnées dans cette section peuvent être confirmées par la base de données cinématographiques IMDb,  présente dans la section « Liens externes ».
- Titre original : Man's Best Friend
- Titre français : Max, le meilleur ami de l'homme
- Titre québécois : Le meilleur ami de l'homme
- Réalisation : John Lafia
- Scénario : John Lafia
- Direction artistique : Jaymes Hinkle
- Décors : Erik Olson
- Costumes : Beverly Hong
- Photographie : Mark Irwin
- Montage : Nancy Frazen, Michael N. Knue
- Musique : Joel Goldsmith et Alex Wilkinson
- Production : Robert Engelman, Daniel Grodnik et Robert Kosberg
- Société de production : New Line Cinema
- Société de distribution : New Line Cinema
- Pays d'origine :  États-Unis
- Langue originale : anglais
- Genre : science-fiction horrifique
- Durée : 87 minutes
- Dates de sortie : 
  - États-Unis : 19 novembre 1993
  - France : 20 juillet 1994
- Avis du public : déconseillé aux moins de 12 ans

## Distribution
Légende : V. Q. = Version québécoise ; V. F. = Version française
- Ally Sheedy (V. F. : Marie Vincent, V. Q. : Élise Bertrand) : Lori Tanner
- Lance Henriksen (V. F. : Daniel Sarky, V. Q. : Ronald France) : le docteur Jarret
- Robert Costanzo (V. F. : Richard Leblond, V. Q. : Jean-Marie Moncelet) : détective Kovacs
- Fredric Lehne (V. Q. : Sébastien Dhavernas) : Perry
- John Cassini (en) (V. Q. : Daniel Picard) : détective Bendetti
- J.D. Daniels : Rudy
- William Sanderson (V. F. : Marc François)  : Ray
- Trula M. Marcus (V. F. : Virginie Ledieu, V. Q. : Johanne Garneau) : Annie
- Robin Frates (V. F. : Déborah Perret, V. Q. : Johanne Léveillé) : Judy Sanders
- Bradley Pierce : Chet
- Thomas Rosales Jr. : l'agresseur
- Robert Shaye : le mécanicien
- Frank Welker : Max (bruitages)

## Distinctions

### Récompense
- Fantastic'Arts 1994 : Prix spécial

### Nominations
- Saturn Awards 1994 :
  - Meilleur film de science-fiction
  - Meilleure actrice (Ally Sheedy)
  - Meilleur maquillage (Kevin Yagher et Mitchell J. Coughlin)